# 야바케이정
야바케이정(耶馬溪町)은 2005년 2월 28일까지 오이타현 북서부 시모게군의 중부에 있던 정이다. 
2005년 3월 1일에, 혼야바케이정, 야마쿠니정, 산코촌과 함께 나카쓰시에 편입되어 소멸하였다.

## 역사
- 1951년 4월 1일 - 나카야바케이촌이 성립하였다.
- 1953년 9월 1일 - 야바케이촌으로 개칭하였다.
- 1965년 4월 1일 - 정으로 승격해, 야바케이정이 되었다.
- 2005년 3월 1일 - 야바케이정이 나카쓰시에 편입해 소멸하였다.

## 교통

### 도로
- 국도 212호선